# Opus (Eric Prydz)
Opus è il primo album in studio del disc jockey svedese Eric Prydz, pubblicato nel 2016.

## Tracce
1. Liam – 5:44
2. Black Dyce – 6:17
3. Collider – 5:23
4. Som Sas – 6:37
5. Last Dragon – 6:45
6. Moody Mondays (featuring The Cut) – 4:42
7. Floj – 7:45
8. Trubble – 7:48
9. Klepht – 6:08
10. Eclipse – 5:58
11. Sunset at Café Mambo – 6:30
12. Breathe (featuring Rob Swire) – 3:09
13. Generate – 7:11
14. Oddity – 8:05
15. Mija (Re-scored) – 6:31
16. Every Day – 7:14
17. Liberate – 6:44
18. The Matrix – 7:16
19. Opus – 9:03